# Mertensia simplicissima
Mertensia simplicissima là loài thực vật có hoa trong họ Mồ hôi. Loài này được G. Don fil. mô tả khoa học đầu tiên.